# Mohéli (sziget)

Mohéli az Indiai-óceánban Afrika partjainál

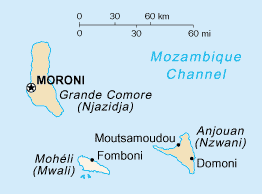
Mohéli a Comore-szigetek szigetei között

Mohéli

Mohéli egy sziget az Indiai-óceánban. Jogilag a Comore-szigeteki Unió autonóm szigete.
Afrika és Madagaszkár között található, Madagaszkártól északra a Mozambiki-csatorna északi kijáratánál. 

## Természeti földrajza
Agyagos talajjal rendelkezik. Ez a szigetek közül a legkisebb.

## Élővilága
A mohéli füleskuvik kizárólag Mohélin honos, ahol 1995-ben fedezték fel. A szigeten előforduló 700 és 800 méteres tengerszint feletti magasságban húzódó hegyi erdőség maradványfoltjainak lakója. A Saint-Antoine hegyen (700 méter) és a Mzé Koukoulé hegyen (790 méter) fordul elő elsősorban. 

## Történelme
1830-tól a madagaszkári királyi ház, az Imerina-dinasztia egy oldalága uralkodott a szigetországban. 1886-tól francia protektorátus lett, 1909-ben Szalima Masamba királynőt lemondatták a trónról, de hivatalosan 1912-től kezdődött a gyarmati uralom Mohélin, illetőleg a Comore-szigeteken. 
A gyarmati időszak elmúltával a királyi család tagjai visszatértek a szigetre, és Szalima Masamba és Camille Paule unokája, Anne Etter a Comore-szigetek Fejlesztési Társaságának (Association Développement des Îles Comores) elnökeként képviseli az uralkodóházat napjainkban.